# Traité préliminaire de paix du 26 février 1871

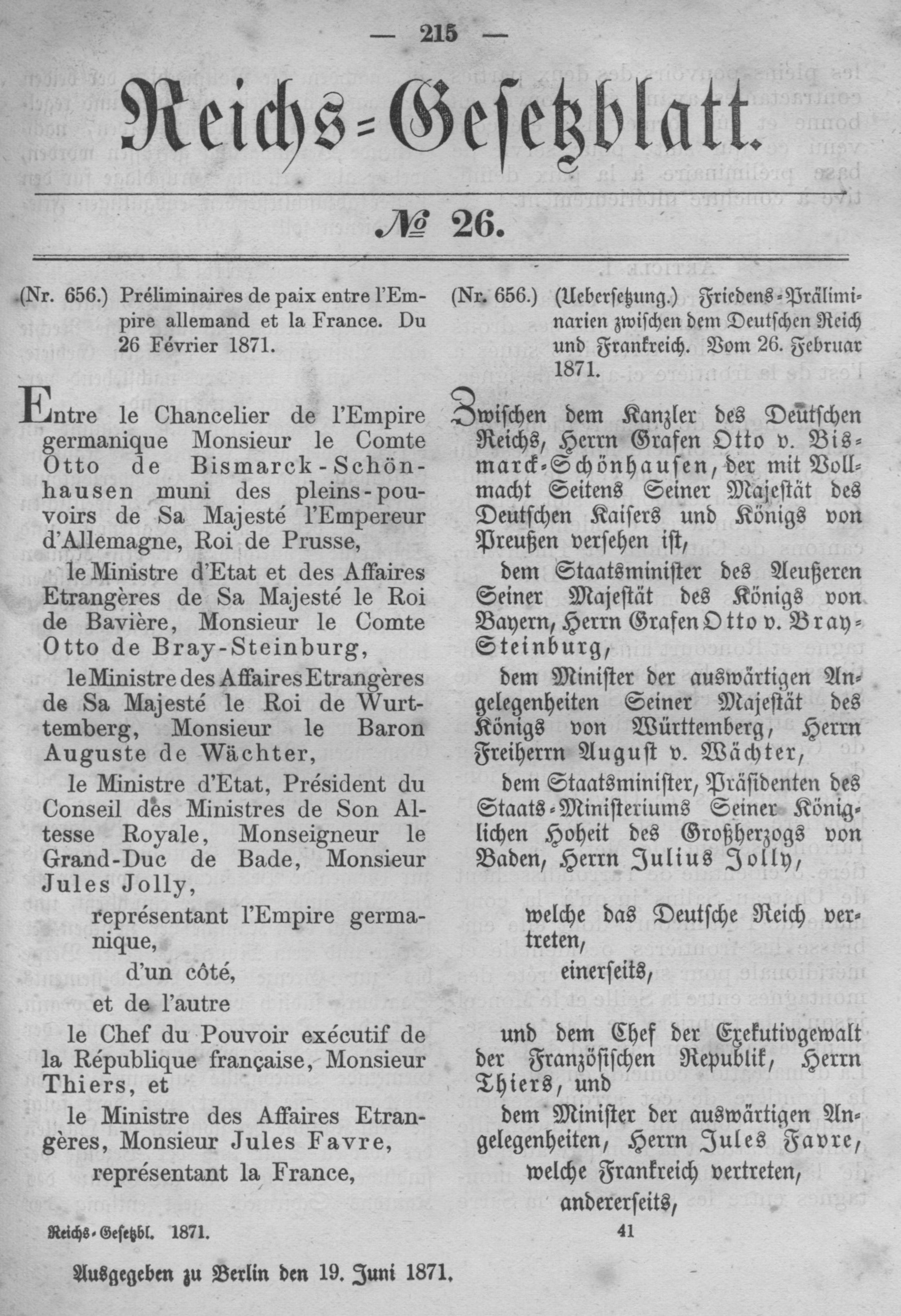
Journal officiel de la Confédération allemande du 19 juin 1871 annonçant les Préliminaires entre l'Empire allemand et la France. Le 26 février 1871.

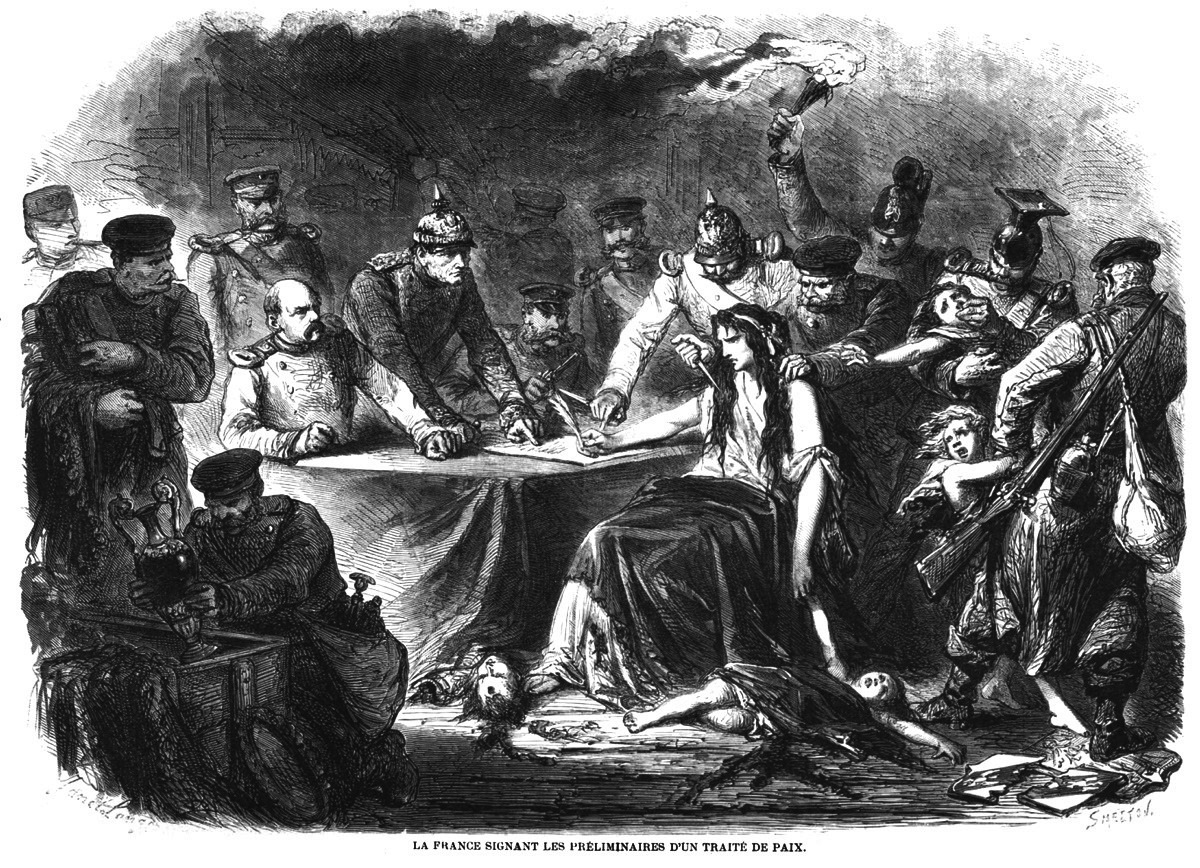
La France signant les préliminaires d'un traité de paix, d'après Janet-Lange (L'Illustration, 11 mars 1871).

Le traité préliminaire de paix qui mit un terme à la guerre franco-prussienne de 1870 fut signé à Versailles le 26 février 1871 entre les deux belligérants. Ce traité, conclu avant l'effondrement militaire complet de la France (on se battait encore dans le Nord sous le commandement de Faidherbe, à Bitche avec le commandant Teyssier (fin du siège le 26 mars 1871) et à Belfort avec le colonel Denfert-Rochereau (fin du siège le 13 février 1871), devait être confirmé le 10 mai 1871, par le traité de Francfort.

## Circonstances
Le 18 janvier, Bismarck et les dignitaires allemands de la confédération de l'Allemagne du Nord, réunis dans la galerie des Glaces du château de Versailles, avaient proclamé l'Empire allemand. Un armistice est conclu le 28 janvier, toujours à Versailles. Cet armistice qui n'inclut pas l'est de la France (Belfort, le Doubs, le Jura) est conclu pour 3 semaines (jusqu'au 19 février) puis prolongé jusqu'au 26 février, jour de signature du traité de paix préliminaire qui est également signé à Versailles. Le chancelier prussien Otto von Bismarck signe pour l'empereur allemand Guillaume Ier, et Adolphe Thiers, en tant que « chef du pouvoir exécutif de la République française », pour la France.
Le texte est ratifié par l'Assemblée nationale le 1er mars par 546 voix contre 107 et 23 abstentions. Les 35 députés des territoires cédés d'Alsace-Moselle quittent la séance. Le soir même, le député-maire de Strasbourg, Émile Küss, succombe à un malaise cardiaque.

### Liens externes

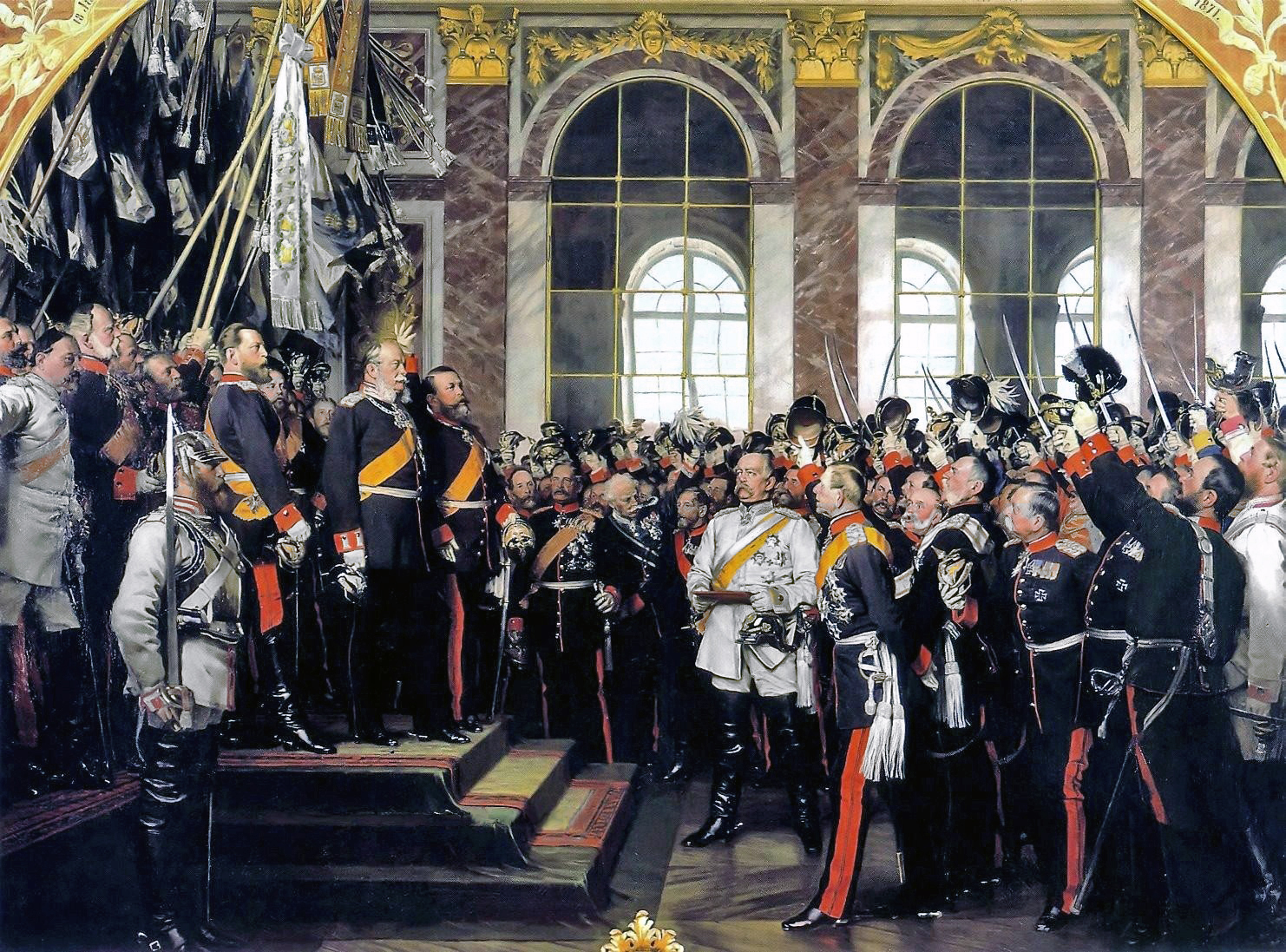
La proclamation de l'Empire allemand précéda d'un mois la signature du premier « traité de Versailles ».